# Nikitsch
Nikitsch (chorvatsky Filež, maďarsky Füles) je obec v okrese Oberpullendorf v Burgenlandu v Rakousku. Rozloha obce je 50,72 km².
Území zahrnuje celkem tři vesnice (v závorce počet obyvatel k 31. říjnu 2011):
- Kroatisch Geresdorf (372)
- Kroatisch Minihof (368)
- Nikitsch (689)

V lednu 2014 v obci žilo celkem 1425 obyvatel, přitom téměř 1240 (87 %) jich patřilo k etnické skupině Burgenland-Chorvatů.

## Vývoj počtu obyvatel
| Rok   | 1880 | 1890 | 1900 | 1910 | 1923 | 1934 | 1939 | 1951 | 1961 | 1971 | 1981 | 1991 | 2001 | 2011 |
| Počet | 3438 | 3550 | 3866 | 3797 | 3962 | 4005 | 3695 | 3433 | 2917 | 2316 | 1948 | 1685 | 1562 | 1446 |

## Geografie
Obec se nachází jen 4 km jižně od maďarských hranic. Leží v nadmořské výšce zhruba 228 m, v blízkosti potoka, který se jmenuje Nikitsch (Nikitschbach).

## Historie
První písemná zmínka je z roku 1150, kdy přišli do Nikitsch Chorvaté a Slovinci. Poslední velká vlna osídlení obce Chorvaty proběhla v letech 1565-1579. Až do roku 1920 byla obec součástí Maďarska. Na základě smlouvy ze St. Germain a Trianonu se Nikitch stal od roku 1921 součástí Burgenlandu.

## Zajímavosti
- Zámek Zichy uprostřed rozsáhlého anglického parku na západním okraji obce